# پیثورن
پیثورن (به انگلیسی: Paythorne) یک روستا و محله مدنی در بریتانیا است که در Ribble Valley واقع شده‌است. پیثورن ۹۵ نفر جمعیت دارد.